# Karu süda
Karu süda è un film del 2001 diretto da Arvo Iho.